# Eulalia Rodón Binué
Eulalia Rodón Binué (Badalona, 1927 –17 de diciembre de 2013) fue una latinista española.

## Trayectoria
Fue catedrática de filología latina y de lengua y literatura latinas en la Universidad de Zaragoza. En 1970 fue cofundadora de la Sociedad Española de Lingüística y la primera secretaria de la Revista Española de Lingüística.
Asistió y representó oficialmente a España en varios congresos internacionales. Fue también autora de varias publicaciones sobre latín medieval, lingüística general y filología clásica y moderna. En 1974 fue nombrada Profesora agregada de «Filología Latina» en la Facultad de Filosofía y Letras de la Universidad Complutense de Madrid. Fue catedrática desde 1976 en la Universidad de Granada.

## Reconocimientos
En 1961 obtuvo el premio Menéndez Pidal de la Real Academia Española por su obra El lenguaje técnico del feudalismo en el siglo XI en Cataluña (1957). 
En 2020, Rodon i Binué fue incluida en el proyecto de la Subdirección General de Archivos Estatales titulado Mujeres Investigadoras en los Archivos Estatales (1900-1970) y que se encuentra en el Portal de Archivos Españoles (PARES). Esta iniciativa fue impulsada por el Ministerio de Cultura con el objetivo de reconocer y poner en valor las contribuciones de aquellas mujeres que desarrollaron investigaciones en los diferentes archivos estatales a principios del siglo XX.

## Obra
- 1957 – El lenguaje técnico del feudalismo en el siglo XI en Cataluña.